# Węgierska Czarna Armia

Sztandar Czarnej Armii

Czarna Armia (węg. fekete sereg – czarny legion) – znakomicie wyszkolone i zróżnicowane etnicznie oddziały wojskowe służące w armii węgierskiej za czasów panowania króla Macieja Korwina. Nazwa wywodzi się od czarnych elementów zbroi używanych przez te wojska.
Jest ona uważana za jedną z pierwszych europejskich formacji wojskowych od czasów cesarstwa rzymskiego, których żołnierze nie pochodzili z poboru i otrzymywali regularny żołd w zamian za służbę. Mianem Czarnej Armii określa się jednostki istniejące między 1458 a 1490 rokiem.
Trzon armii tworzyło od 8000 do 10 000 najemników (później liczba ta wzrosła nawet do 30 000, a w okresie najazdów podwoiła się). Żołnierze wywodzili się głównie z rejonu Cesarstwa, Czech, Serbii i Polski, a od 1480 także z Węgier. Większość z nich służyła w piechocie, artylerii oraz w ciężkiej i lekkiej konnicy. Rola ciężkozbrojnej konnicy została ograniczona do ochrony oddziałów piechoty i artylerii, jazda lekka służyła zaś do wypadów i nękania przeciwników. Jedną z najważniejszych bitew w których brała udział Czarna Armia była zwycięska bitwa przeciwko Osmańskim Turkom rozegrana na Chlebowym Polu w 1479. Śmierć Macieja Korwina w 1490 oznaczała koniec tej formacji, gdyż jego następca Władysław II Jagiellończyk nie zdecydował się na ponoszenie ogromnych kosztów, jakich wymagało utrzymanie Czarnej Armii.